# 五常站 (哈尔滨市)
五常站，位于中华人民共和国黑龙江省哈尔滨市五常市，是拉滨铁路上的火车站，建于1933年，由哈尔滨铁路局管辖。

## 車站周邊
- 五常市标塔
- 五常客运站
- 五常中医院
- 五常市卫生监督所
- 五常市实验小学校
- 五常市文化馆
- 五常市教育局
- 中国联通五常中心营业厅
- 中国邮政储蓄银行建设大街支行
- 中国工商银行五常支行
- 中国银行五常支行
- 中国建设银行五常支行
- 中国工商银行五常文化路支行
- 新天地购物广场
- 五常市畜牧兽医局
- 中国移动五常分公司
- 上海浦东发展银行五常支行
- 五常体育馆
- 五常气象局

## 歷史
- 建于1933年。

## 业务办理
客运办理旅客乘降，行李，包裹托运业务。货运办理整车，零担，集装箱货物到发以及整车货物承运前保管。

## 外部連結
- 中国铁路客户服务中心（页面存档备份，存于）